# Barry Douglas (pianista)
Barry Douglas (ur. 23 kwietnia 1960 w Belfaście) – pochodzący z Irlandii Północnej brytyjski pianista i dyrygent.

## Życiorys
W młodości uczył się gry na fortepianie, organach, klarnecie i wiolonczeli. Studia ukończył w Royal College of Music w Londynie. Jest laureatem czterech międzynarodowych konkursów pianistycznych:
- Międzynarodowy Konkurs Pianistyczny Paloma O’Shea w Santander (1980) – II nagroda (pierwszej nagrody nie przyznano)
- Międzynarodowy Mistrzowski Konkurs Pianistyczny im. Artura Rubinsteina (1983) – IV nagroda
- Międzynarodowy Konkurs Pianistyczny im. Van Cliburna (1985) – III nagroda
- VIII Międzynarodowy Konkurs Muzyczny im. Piotra Czajkowskiego w Moskwie (1986) – I nagroda

Jest aktywnym pianistą i dyrygentem, jak również pedagogiem (profesor w Royal College of Music). W 1999 założył orkiestrę Camerata Ireland, która skupia muzyków irlandzkiego pochodzenia. Jest też dyrektorem artystycznym Clandeboye Festival i Manchester International Piano Festival. W jego repertuarze są utwory wielu kompozytorów. Podjął próbę nagrania wszystkich solowych kompozycji na fortepian Brahmsa i Schuberta.
W 2002 otrzymał Order Imperium Brytyjskiego III klasy (CBE) za dokonania na rzecz kultury i muzyki.